# Manligt håravfall

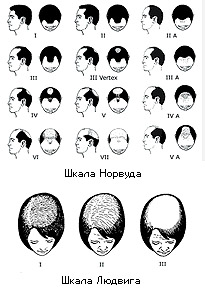
Männen i diagrammet visar manligt håravfall enligt Hamilton–Norwoodskalan. Kvinnan längst ner visar kvinnligt håravfall.

Manligt håravfall eller androgen alopeci, är håravfall på huvudet som företrädesvis kan drabba män, och kan räknas till det normala åldrandet. Med manligt håravfall, som också kan drabba kvinnor, räknas håravfall som börjar med bakåtkrypande hårfäste, och som är beroende av manliga könshormoner.
Med manligt håravfall avses som regel ärftlig sådan, men tillståndet kan också vara läkemedelsutlöst. Det klassiska tillståndet uppkommer delvis som en konsekvens av genetiska anlag för det, dels till följd av höga nivåer manliga könshormoner (androgener). De första tecknen på håravfall kan märkas någon gång mellan 12 och 40 års ålder. De flesta män i 60-årsåldern har någon grad av håravfall. När tillståndet debuterar varierar stort. Ungefär 30% av alla 30-åringar börjar märka av håravfall, och ungefär hälften av alla 50-åringar. Också kvinnor kan drabbas av manligt håravfall, jämför kvinnligt håravfall. Hos män kan avsaknad av håravfall vara ett tecken på låga nivåer manliga könshormoner (hypoandrogenism). Hos kvinnor tyder manligt håravfall på hyperandrogenism och virilism. När män drabbas av tillståndet innan 30 års ålder kallas det för tidigt manligt håravfall; som regel krävs då att tillståndet nått en fortskridande fas.
Förloppet kan vara olika långvarigt. Vanligen tar det 15-25 år att bli skallig, men för somliga tar det 5 år, och för ytterligare några blir aldrig håravfallet komplett. Manligt håravfall börjar med bakåtkrypande hårfäste i pannan som gör hårfästet M-format, följt av tunnare hår längst bak på hjässan, för att sedan fortskrida till att hårfästet får formen av ett uppochned-vänt U som också kryper bakåt. Allt medan håravfallet fortskrider, blir hårstråna tunnare och kortare.
Manligt håravfall uppkommer för att hårfollikeln krymper, vilket sker till följd av att den blir mera känslig för dihydrotestosteron. Den androgena aspekten kan antingen vara förhöjda nivåer hormoner, eller ökad aktivitet på androgenreceptorerna - båda orsakerna kan vara systemiska (gälla hela kroppen) eller lokala (gälla endast håret). Förloppet brukar mätas efter Hamilton–Norwoodskalan.
Manligt håravfall kan, likt andra former av håravfall, även bero på andra faktorer såsom depression, stress, ångest, åldrande, sjukdomar och infektioner, exponering för giftiga substanser samt hormonell obalans. I de fall då orsaken till håravfallet är ökad känslighet för dihidrotestosteron (DHT) anses håravfallet vara ärftligt betingat.
I en studie undersökte forskarna nivåerna av androgener (manliga könshormoner) i hår och hårbotten hos patienter som i låg ålder drabbats av manligt håravfall. Resultaten visade att nivåerna av DHT samt nivåerna av testosteron i förhållande till epitestosteron var högre hos dessa patienter jämfört med hos prover från en kontrollgrupp.
Diagnos kan vanligen ställas genom att studera håret, men sjukdomar kan också orsaka håravfall, varför det kan vara nödvändigt att tillfråga en läkare om tillståndet. När håravfallet uppkommer av sjukdomar är det vanligt att hårbotten smärtar och är röd, medan manligt håravfall inte ger andra symtom än det förlorade håret.
Tillståndet kan behandlas med läkemedel eller hårtransplantationer.